# HS효성그룹
HS효성그룹(HS Hyosung Group)은 대한민국의 기업집단이다.

## 역사
2024년 7월 고 조석래 효성그룹 명예회장의 3남인 조현상 부회장이 효성그룹으로부터 독립하여 공식 출범했다

## 계열사
- HS효성첨단소재
- HS효성인포메이션시스템
- HS효성홀딩스USA
- HS효성더클래스
- HS효성토요타
- HS효성비나물류법인

## 같이 보기
- 효성그룹

## 참고 문헌
1. ↑  류인선, "계열사명에 HS 붙인다"…효성그룹 계열분리 '막바지', 뉴시스 2024.09.02
2. ↑  조영록, HS효성, 다양한 사회공헌 활동 이어간다, 베이비타임즈, 2024.09.03